# Wild Blood (jeu vidéo)
Wild Blood est un jeu d'action développé et édité par Gameloft pour iOS et Android en 2012.

## Système de jeu
Wild Blood est un jeu de hack and slash où les armes principales sont l'épée, la hache et l'arc, chacun avec divers mouvements combinés, ainsi que des attaques magiques avec principalement trois éléments (feu, glace, tonnerre). Les joueurs doivent tuer un certain nombre d'ennemis pour passer de l'autre côté d'un niveau. Les joueurs peuvent enregistrer la progression aux fontaines, où ils peuvent également acheter de nouvelles armes et armures. Le jeu propose également un mode multijoueur en ligne à quatre contre quatre avec les modes Capture du drapeau et Match à mort en équipe.

## Terrain
Wild Blood est inspiré des légendes arthuriennes. Dans le jeu, le joueur contrôle Sir Lancelot dans son combat contre le jaloux et fou roi Arthur qui, enragé par la liaison de Lancelot avec la reine Guenièvre, a donné le pouvoir sur le royaume à sa sœur méchante sorcière Morgana pour punir sa femme et son ancien ami. La sorcière noire à son tour a ouvert un portail vers l'enfer, libérant des légions de bêtes démoniaques pour servir de ses serviteurs, et a également capturé Guenièvre et la tient en otage dans une tour sur l'île magique d'Avalon. Afin de sauver sa bien-aimée, Lancelot doit affronter des hordes de pions de l'enfer pour vaincre le roi, puis Morgana, qui est capable de se transformer en dragon. Pour cela, il utilisera l'aide d'alliés tels que Gawain et Merlin, dont ce dernier doit d'abord être libéré lui-même.